# 渡邊長
渡邊長（1534年—1612年）戰國時代及江戶時代初期的武將。毛利氏家臣。毛利十八將之一。

## 略歷
渡邊氏是源賴光的家臣渡邊綱的後裔，歷來跟隨嵯峨源氏，每一代名字都僅有一個字，父親為渡邊通、祖父為渡邊勝。
天文12年（1543年）與大内義隆爆發第一次月山富田城之戰，父親陣亡後繼承，與父親同樣仕於毛利元就。於天文24年（1555年）的嚴島之戰非常活躍。元就死後仕於其孫毛利輝元，天正16年（1588年）跟隨輝元上洛，獲豐臣秀吉賜姓豐臣。